# Skoke
Skoke – wieś w Słowenii, w gminie Miklavž na Dravskem polju. W 2018 roku liczyła 1036 mieszkańców.